# Jindřich II. Francouzský
Jindřich II. Francouzský (francouzsky Henri II de France, 31. března 1519, Saint-Germain-en-Laye, Francie – 10. července 1559, Hôtel des Tournelles, Paříž) z dynastie Valois byl francouzský král od 31. července 1547 do své smrti.

## Život

### Původ a mládí
Jindřich II. Francouzský se narodil na královském zámku v Saint-Germain-en-Laye ve Francii jako druhorozený syn ze sedmi dětí francouzského krále Františka I. a jeho manželky Klaudie Francouzské; jeho prarodiči byli Ludvík XII. a Anna Bretaňská. Byl pokřtěn jako Jindřich na počest anglického krále Jindřicha VIII. Jeho starší sourozenci se jmenovali Charlotta a František. Mladší byli Magdaléna, která se později provdala za skotského krále Jakuba V., Karel, který však zemřel velmi mladý, a nejmladší Markéta. Na královské děti neměl nikdy nikdo moc času. Jejich otec král byl příliš zaneprázdněn vládnutím a matka Claudie byla moc nemocná. Vychovávala je převážně jejich babička Luisa Savojská a velký personál sluhů a učitelů. Královna Claudie však 26. července 1524 zemřela. Jindřichovi bylo v té době pět let. A protože smrt většinou nechodí sama,[zdroj⁠?!] Jindřichova sestra Charlotta 8. září téhož roku zemřela na spalničky.
František I. se zase jednou pustil do války proti Karlu V. a dopadlo to tragicky. Vyvrcholilo v noci z 23. na 24. února 1525 to bitvou u Pavie. František I. se sice hrdinně postavil do čela svých vojáků a bojoval i jako pěšák, ale nebylo to nic platné. Jeho armáda byla poražena a on sám zajat. Svěřil regentství své matce Luise Savojské a v dopise jí napsal: „Madame, všecko je ztraceno, zbyla jen čest a holý život.“ Ale všechno ještě ztraceno není. Regentka se chce pokusit vyjednávat. Dosáhne Madridské smlouvy, která je podepsána 14. ledna 1526 a jsou v ní pro Francii přímo nesplnitelné podmínky. Král František I. má navrátit spojenci Karla V., Jindřichovi VIII. Burgundsko, Flandry a Artois a po předcích Plantagenetech ještě Guyenne, Périgord, Akvitánii, Poitou, Anjou, Maine a Normandii.
Ještě se má František zříci dědictví po své předkyni Valentině Viscontiové nároků na Milánsko a Asti a o neapolské dědictví po Anjouovcích nároků na Janov. A ještě Karel V. žádá, aby mu František zapůjčil armádu a loďstvo. Podmínky jsou to skutečně nesplnitelné. Protože kdyby toto všechno František splnil, nezbylo by z Francie skoro nic. František tedy veřejně prohlásil, že tuto smlouvu on nikdy nepodepíše. Raději by se uchýlil k tomu řešení, že by se oženil s císařovou sestrou Eleonorou, které je dvacet osm let a byla provdána za portugalského krále Emmanuela, který však už zemřel. Eleonora je docela hezká, a proto je František docela ochotný si tohle mírné násilí uložit. Jenže Karel V. není hloupý. Ví, že jakmile Františka propustí z vězení, bude „Madridská smlouva“ jen pouhým cárem papíru. Požaduje rukojmí náhradou za Františka. A těmi rukojmími mají být dva nejstarší Františkovi synové. Následník trůnu František a vévoda Orleánský Jindřich. Následníkovi je teprve osm let a Jindřichovi teprve šest. Koncem zimy museli malí princové opustit zámek Amboise, aby se vydali na cestu do španělského zajetí.
Na této smutné cestě doprovázel oba prince celý královský dvůr. Následníkovi trůnu dauphinovi Františkovi bylo osm let, mladšímu Jindřichovi sedm. Většina dvora se samozřejmě starala především o dauphina a jeho pohodlí, Jindřichovi věnovala svou láskyplnou péči druhdy dvorní dáma jeho matky, Diana de Poitiers. 17. března 1526 je vyměněn František I. za své syny. Nejdříve jsou svěřeni kastilskému konstáblovi donu Inigovi Hernandezovi de Valasco. Princové smějí mít svoji francouzskou družinu, v níž je lékař, učitelé a dokonce i kuchař. Zatím se jim nevede nijak špatně. Jenže Karel V. zjistí, že byl Františkem I. napálen, a že i přes rukojmí, které má císař ve své moci, francouzský král nemá ani v nejmenším v úmyslu splnit něco z „Madridské smlouvy“. Rozhodne se je odebrat konetabelovi Kastilskému, protože jeho dohled byl prý příliš mírný, jejich francouzskou družinu pošle domů a nahradí ji asi dvacítkou Španělů, kteří nesmějí mít s princi ani trochu soucitu. Jsou pečlivě kontrolováni. Princové se stěhují do pochmurné pevnosti Villalpando. Ale ani to nestačí. Karel V. zjistí, že s Františkem I. ani nehne osud jeho synů, protože celistvost Francie je pro něj přednější, dá oba chlapce převést do vězeňské pevnosti Pedrazza de la Sierra, kde jsou nepřetržitě špehováni čtyřmi Španěly, mají pro sebe jen dvě místnosti se zamřížovanými okny, kde v zimě mrznou a v létě je jim hrozné vedro. Ven skoro nesmějí, a když už, tak pod dohledem ozbrojené vojenské eskorty. František však nemůže povolit. Raději by obětoval všechny své děti i sebe, ale nikdy nedovolí, aby se Francie rozdělila. Princové však už neumí ani mluvit francouzsky. Jejich věznitelé s nimi mluví pouze španělsky a nikoho jiného tam nemají. František se toho začne obávat. Co když následníka ve vězení tak zničí, že jednoho dne nebude moci zaujmout otcovo místo? Ale nemůže nic dělat…
Jenomže se najde někdo, kdo už se na osud chlapců v zajetí nemůže dívat. Ženy se to rozhodnout vyřešit samy. Františkova matka Luisa Savojská se svou dcerou Markétou Navarrskou odjeli do Cambrai, kde měli schůzku s císařovou tetou Markétou Rakouskou a císařovou sestrou Eleonorou, která byla stále oficiálně zasnoubená s Františkem. Dohadují se měsíc. Konečně 3. srpna 1529 najdou společné řešení nazvané jako "Dámský mír". František se v něm vzdává práv na Milán a Neapol, nadvlády nad Artois a Flandry a držení měst Touranai a Hesdin. Za svobodu svých synů musí zaplatit dva miliony zlatých dukátů, což jsou skoro čtyři tuny zlata. Karel V. se na oplátku zříká nároků na Burgundsko, Auxerre, Mâcon a Auxonne. A také vyklidí hrabství Guines, Ponthieu a jeho armáda opustí města Peronne a Montdidier. Nakonec se František ožení s císařovou sestrou Eleonorou. Ještě skoro rok trvá, než se podaří sehnat dva miliony zlatých dukátů. 1. července 1530 se však konečně uskuteční výměna. Francouzi odevzdají veliké výkupné a Španělé propouštějí zajaté prince a do Francie cestuje i teď už francouzská královna Eleonora, protože František se s ní oženil v zastoupení. Všichni odjíždějí společně s králem Františkem a s královským dvorem do Paříže. Nucený trudný pobyt ve Španělsku spolu s chladným přezíravým přístupem, jehož se mu ve srovnání s privilegovaným starším bratrem dostávalo, malého prince poznamenal i do budoucna: vyrostl z něj uzavřený, málomluvný a trudnomyslný muž; nazývali ho „králem z olova“. O deset let později, když již byla Diana de Poitiers vdovou, se stala jeho milenkou a následujících 25 let měla velký vliv na Jindřichovo rozhodování; dokonce se s Jindřichovým požehnáním starala i o královské dokumenty.

### Král
10. srpna roku 1536 zemřel náhle Jindřichův starší bratr, František II. Bretaňský a dosud opomíjený Jindřich se nečekaně stal následníkem trůnu – dauphinem, zdědiv po bratrovi i titul vévody bretaňského. Když 31. března roku 1547 zemřel jeho otec František I., stal se Jindřich králem; korunován byl 25. července 1547 v katedrále v Remeši.
Jindřich pokračoval ve stylu vlády svého otce a podobně jako on dbal o lesk panovnického dvora. V tom mu byla nápomocna jeho manželka, jež držela na dvoře italské umělce a s nimi i trvalý vliv italské renesance ve Francii.
Jeho snahou bylo zabránit šíření protestantismu ve Francii. Vůči hugenotům byly používány represe různého druhu. V té době vznikly v obyvatelstvu dva velké tábory, stranící buď katolíkům, nebo hugenotům, jež podporovaly významné šlechtické rody, bojující ovšem o reálnou politickou moc v zemi i provinciích. Rozštěpení společnosti bylo stále silnější a kulminovalo třináct let po Jindřichově smrti masakrem hugenotů, tzv. Bartolomějskou nocí.
Jindřichova vláda byla ve znamení válek s Habsburky. Roku 1552 se znovu rozhořela válka v severní Itálii mezi Francií a Svatou říší římskou a přenesla se i na pohraničí mezi Francií a říší. Francouzská ofenzíva ovládla Lotrinsko. Protestantská německá knížata, válčící s císařem Karlem, uzavřela spojenectví s Jindřichem. Francouzi zaútočili na Toskánsko, ale utrpěli zde porážku v bitvě u Marciana. Roku 1556 abdikoval císař Karel V., jeho nástupce Filip II. Španělský však ve válce pokračoval.
Ta probíhala i na území Nizozemska. V roce 1557 zde utrpěla francouzská armáda těžkou porážku u Saint-Quentinu, o rok později pak další u Gravelines. V té situaci 3. května roku 1559 byla podepsána smlouva z Cateau-Cambrésis, jíž bylo období italských válek ukončeno. Francie podle ní ztratila Artois, Vlámsko, Franche-Comté, Savojsko a Piemont, ale získala Calais, poslední baštu Anglie na francouzském území jako pozůstatek stoleté války, a Trojbiskupství (biskupství métské, toulské a verdunská). Součástí smlouvy byl i sňatek Filipa II. s Jindřichovou dcerou Alžbětou.

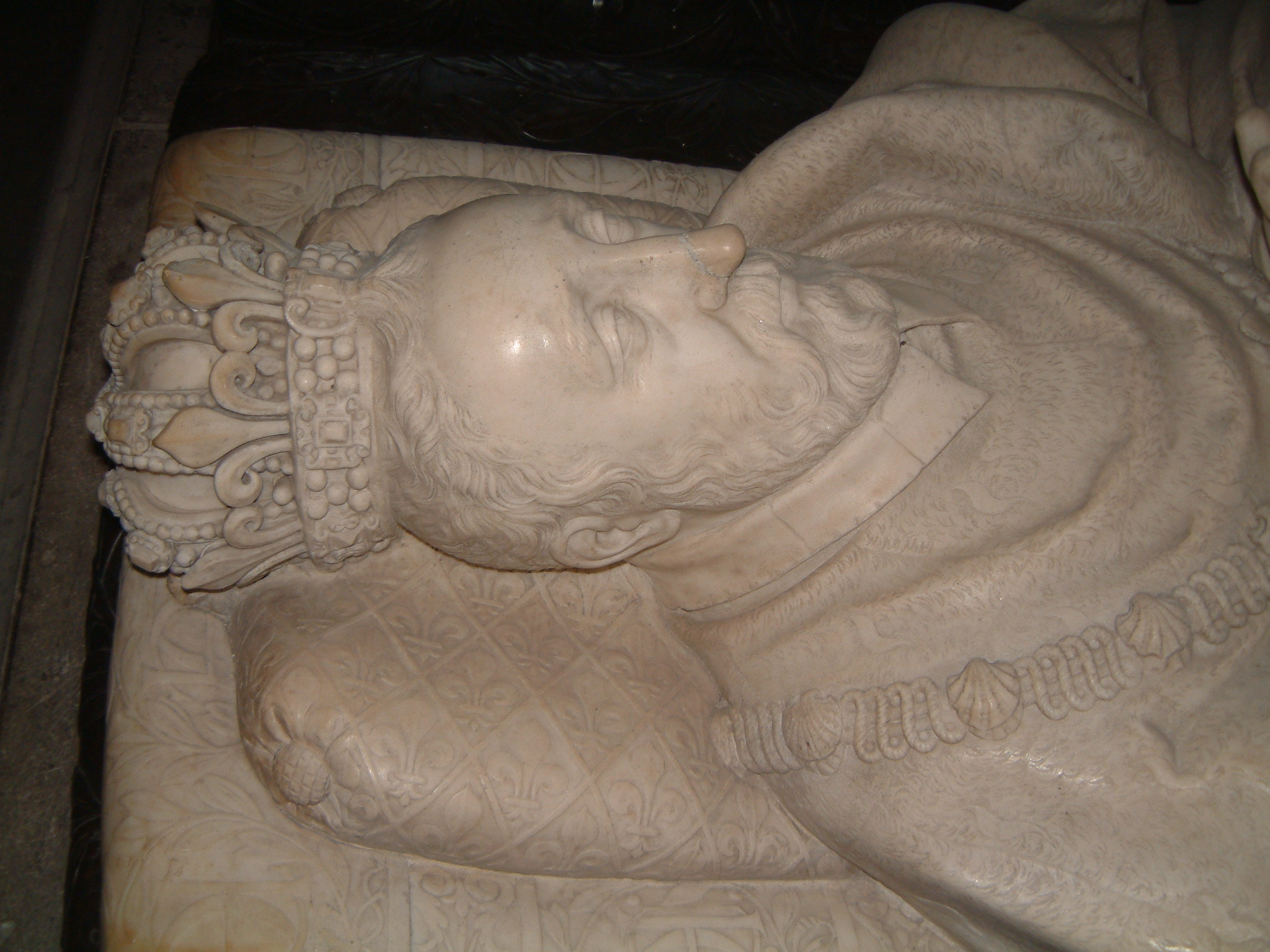
Náhrobek Jindřicha II. v bazilice Saint-Denis, dílo sochaře Germaina Pilona

### Smrt
Jindřich II. miloval lov a účast na turnajích, na kterých trávil spoustu času. 1. července 1559 probíhal turnaj na oslavu sňatku Filipa II. Španělského, který si bral na potvrzení míru z Cateau-Cambrésis mezi Francií a Španělskem dceru Jindřicha II. Alžbětu z Valois. Během turnaje smrtelně zasáhl krále Jindřicha II. Gabriel Montgomery kopím, roztříštěným v předchozím zápase: ostrý hrot projel hledím helmy, prorazil Jindřichovo levé oko a pronikl až do mozku. Jindřich II. byl ihned převezen ke královskému chirurgovi, věhlasnému Ambroži Parému, kterému se však i přes všechny snahy nepodařilo krále zachránit. Po deseti dnech krutého utrpení král 10. července 1559 zemřel. Později byl pohřben v bazilice Saint-Denis, místě posledního odpočinku francouzských králů. Během francouzské revoluce byly královské hroby v Saint-Denis 18. října roku 1793 vyplundrovány a Jindřichovy ostatky skončily spolu s ostatními v hromadném hrobě mimo kostel.
Jindřicha II. vystřídal na trůnu jeho nejstarší syn, František II., který však brzy zemřel. Za vlády dalších dvou Jindřichových synů Karla IX. a Jindřicha III. byla Francie zmítána náboženskými válkami mezi hugenoty a katolíky. Všichni Jindřichovi synové zemřeli bez potomků, proto trůn nakonec připadl jeho zeti Jindřichu IV. z rodu Bourbonů.

### Manželství a potomci

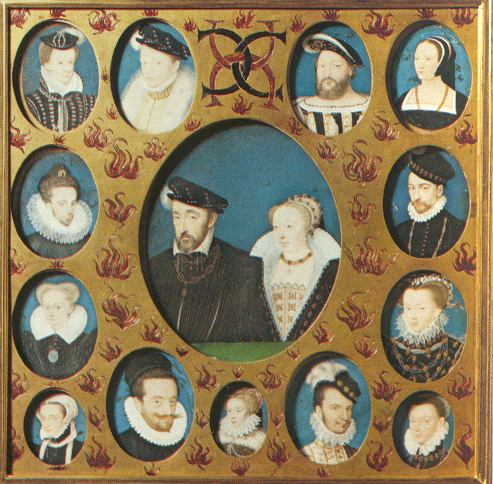
Rodina Jindřicha II.

Dne 28. října roku 1533 se oženil s Kateřinou de Medici (13. dubna 1519 – 5. ledna 1589). Uzavření sňatku bylo jedním z vrcholů diplomatického úsilí Jindřichova otce Františka I. Svatební obřad byl součástí diplomatických jednání Františka I. s papežem Klementem VII., který pocházel z rodu Medicejských a byl strýcem nevěsty. Sňatek byl celebrován v Marseille, kam papež přijel v doprovodu čtrnácti kardinálů. V době sňatku bylo oběma snoubencům čtrnáct let. Z jejich manželství až později vzešlo deset potomků – pět synů a pět dcer, jeden chlapec a dvě děvčata však zemřela jako nemluvňata.
- František II. (19. leden 1544 – 5. prosinec 1560), francouzský král od roku 1559 až do své smrti, ⚭ 1558 Marie Stuartovna (8. prosinec 1542 – 8. únor 1587), skotská královna v letech 1542–1567
- Alžběta z Valois (2. duben 1545 – 3. říjen 1568), ⚭ 1559 Filip II. Španělský (21. květen 1527 – 13. září 1598), král anglický, španělský, jeruzalémský, obojí Sicílie, irský, filipínský a portugalský, ochránce víry, arcivévoda rakouský, vévoda burgundský, milánský a brabantský, hrabě habsburský, flanderský a tyrolský
- Claude (12. listopad 1547 – 21. únor 1575), ⚭ 1559 Karel III. Lotrinský (18. únor 1543 – 14. květen 1608), vévoda lotrinský
- Ludvík (3. únor 1549 – 24. říjen 1549)
- Karel IX. (27. červen 1550 – 30. květen 1574), francouzský král od roku 1560 až do své smrti, ⚭ 1571 Alžběta Habsburská (5. červenec 1554 – 22. leden 1592)
- Jindřich III. (19. září 1551 – 2. srpen 1589), vévoda z Anjou, polský král a litevský velkovévoda v letech 1573–1575, francouzský král od roku 1574 až do své smrti, ⚭ 1575 Luisa Lotrinská (30. duben 1553 – 29. leden 1601)
- Markéta z Valois (14. květen 1553 – 27. březen 1615), ⚭ 1572 Jindřich IV. Francouzský (13. prosinec 1553 – 14. květen 1610), král Francie a Navarry, spolukníže Andorry
- František (18. březen 1555 – 19. červen 1584), vévoda z Alençonu a Anjou, svobodný a bezdětný
- Jeanne (*/† 24. červen 1556)
- Viktorie (24. červen 1556 – 17. srpen 1556), dvojče Jeanne

Kromě těchto potomků z manželského lože měl Jindřich II. i tři děti z levého boku:
- ještě jako dauphin s Piemonťankou Filippou Duci:
  - Diana d’Angoulême (1538 – 11. ledna 1619), vévodkyně d’Angoulême, manžel Orazio Farnese, vévoda Castro, a vévoda František de Montmorency, byla králem uznána a legitimizována
- s Janet Stewart, nemanželskou dcerou skotského krále Jakuba IV.:
  - Jindřich d'Angoulême (1551 – 2. června 1586), zvaný "Le Chevalier Angoulême" nebo "Bastard Angoulême", velkopřevor Francie, guvernér Provence
- s baronesou de Fontette, Nicole de Savigny:
  - Jindřich de Saint-Rémy (1557–1621), hrabě de Saint-Rémy, baron de Fontette, byl Jindřichem II. uznán, ne však legitimizován; jeho potomkem byla Jeanne de Saint-Rémy (používající i jméno Jeanne de la Motte), známá z tzv. aféry královnina náhrdelníku.

## Vývod z předků
|                          |                          |  |                 |                     |  |  |  |  |  |  |  | Ludvík z Valois |
|                          |                          |  |                 |                     |  |  |  |  |  |  |  |                 |
|                          | Jan Orleánský            |  |                 |                     |  |  |  |  |  |  |  |                 |
|                          |                          |  |                 |                     |  |  |  |  |  |  |  |                 |
|                          |                          |  |                 | Valentina Visconti  |  |  |  |  |  |  |  |                 |
|                          |                          |  |                 |                     |  |  |  |  |  |  |  |                 |
|                          | Karel z Angoulême        |  |                 |                     |  |  |  |  |  |  |  |                 |
|                          |                          |  |                 |                     |  |  |  |  |  |  |  |                 |
|                          |                          |  |                 | Alan IX. de Rohan   |  |  |  |  |  |  |  |                 |
|                          |                          |  |                 |                     |  |  |  |  |  |  |  |                 |
|                          | Markéta de Rohan         |  |                 |                     |  |  |  |  |  |  |  |                 |
|                          |                          |  |                 |                     |  |  |  |  |  |  |  |                 |
|                          |                          |  |                 | Markéta Bretaňská   |  |  |  |  |  |  |  |                 |
|                          |                          |  |                 |                     |  |  |  |  |  |  |  |                 |
|                          | František I. Francouzský |  |                 |                     |  |  |  |  |  |  |  |                 |
|                          |                          |  |                 |                     |  |  |  |  |  |  |  |                 |
|                          |                          |  |                 | Ludvík Savojský     |  |  |  |  |  |  |  |                 |
|                          |                          |  |                 |                     |  |  |  |  |  |  |  |                 |
|                          | Filip II. Savojský       |  |                 |                     |  |  |  |  |  |  |  |                 |
|                          |                          |  |                 |                     |  |  |  |  |  |  |  |                 |
|                          |                          |  |                 | Anna Kyperská       |  |  |  |  |  |  |  |                 |
|                          |                          |  |                 |                     |  |  |  |  |  |  |  |                 |
|                          | Luisa Savojská           |  |                 |                     |  |  |  |  |  |  |  |                 |
|                          |                          |  |                 |                     |  |  |  |  |  |  |  |                 |
|                          |                          |  |                 | Karel I. Bourbonský |  |  |  |  |  |  |  |                 |
|                          |                          |  |                 |                     |  |  |  |  |  |  |  |                 |
|                          | Markéta Bourbonská       |  |                 |                     |  |  |  |  |  |  |  |                 |
|                          |                          |  |                 |                     |  |  |  |  |  |  |  |                 |
|                          |                          |  |                 | Anežka Burgundská   |  |  |  |  |  |  |  |                 |
|                          |                          |  |                 |                     |  |  |  |  |  |  |  |                 |
| Jindřich II. Francouzský |                          |  |                 |                     |  |  |  |  |  |  |  |                 |
|                          |                          |  |                 |                     |  |  |  |  |  |  |  |                 |
|                          |                          |  | Ludvík z Valois |                     |  |  |  |  |  |  |  |                 |
|                          |                          |  |                 |                     |  |  |  |  |  |  |  |                 |
|                          | Karel Orleánský          |  |                 |                     |  |  |  |  |  |  |  |                 |
|                          |                          |  |                 |                     |  |  |  |  |  |  |  |                 |
|                          |                          |  |                 | Valentina Visconti  |  |  |  |  |  |  |  |                 |
|                          |                          |  |                 |                     |  |  |  |  |  |  |  |                 |
|                          | Ludvík XII.              |  |                 |                     |  |  |  |  |  |  |  |                 |
|                          |                          |  |                 |                     |  |  |  |  |  |  |  |                 |
|                          |                          |  |                 | Adolf I. Klevský    |  |  |  |  |  |  |  |                 |
|                          |                          |  |                 |                     |  |  |  |  |  |  |  |                 |
|                          | Marie Klevská            |  |                 |                     |  |  |  |  |  |  |  |                 |
|                          |                          |  |                 |                     |  |  |  |  |  |  |  |                 |
|                          |                          |  |                 | Marie Burgundská    |  |  |  |  |  |  |  |                 |
|                          |                          |  |                 |                     |  |  |  |  |  |  |  |                 |
|                          | Klaudie Francouzská      |  |                 |                     |  |  |  |  |  |  |  |                 |
|                          |                          |  |                 |                     |  |  |  |  |  |  |  |                 |
|                          |                          |  |                 | Richard Bretaňský   |  |  |  |  |  |  |  |                 |
|                          |                          |  |                 |                     |  |  |  |  |  |  |  |                 |
|                          | František II. Bretaňský  |  |                 |                     |  |  |  |  |  |  |  |                 |
|                          |                          |  |                 |                     |  |  |  |  |  |  |  |                 |
|                          |                          |  |                 | Markéta Orleánská   |  |  |  |  |  |  |  |                 |
|                          |                          |  |                 |                     |  |  |  |  |  |  |  |                 |
|                          | Anna Bretaňská           |  |                 |                     |  |  |  |  |  |  |  |                 |
|                          |                          |  |                 |                     |  |  |  |  |  |  |  |                 |
|                          |                          |  |                 | Gaston IV. z Foix   |  |  |  |  |  |  |  |                 |
|                          |                          |  |                 |                     |  |  |  |  |  |  |  |                 |
|                          | Markéta z Foix           |  |                 |                     |  |  |  |  |  |  |  |                 |
|                          |                          |  |                 |                     |  |  |  |  |  |  |  |                 |
|                          |                          |  |                 | Eleonora Navarrská  |  |  |  |  |  |  |  |                 |
|                          |                          |  |                 |                     |  |  |  |  |  |  |  |                 |